# Orhan Kaya
Orhan Kaya (Hozat (Turkije), 3 juli 1973) is een voormalig Nederlands politicus. Hij was sinds 2006 wethouder voor participatie en cultuur in de gemeente Rotterdam.
Kaya was de enige wethouder van GroenLinks in het college van burgemeester en wethouders. Op 23 juli 2008 trad hij af omdat hij onvoldoende steun voor zijn beleid ondervond bij de coalitiepartijen. Zelf gaf hij twee weken na zijn terugtreden aan dat hij daartoe was gedwongen door de PvdA, de grootste partij binnen de coalitie.. Zijn plaats werd ingenomen door partijgenoot Rik Grashoff.
Voordat hij wethouder werd, was hij van 1999 tot 2005 bedrijfsarts bij Achmea Arbo en van 1997 tot 1998 was hij arts-assistent chirurgie. Daarnaast was hij van 2002 tot 2006 gemeenteraadslid van GroenLinks in Rotterdam, van 2004 tot 2006 was hij bovendien voorzitter van de gemeenteraadsfractie.